# Ralph Abercromby
Ralph Abercromby (1734. október 7. – 1801. március 28.) brit altábornagy a napóleoni háborúk idején.

## Élete és pályafutása
Menstrie-ben, (Clackmannanshire, Skócia) született George Abercromby legidősebb fiaként. Rugby-ben, (Warwickshire) kezdte meg tanulmányait, majd Edinburgh-i Egyetemen tanult, ezután Lipcsében magánjogot végzett, majd visszatért Skóciába.

### A hétéves háború idején
Visszatérve a kontinensről erős vonzalmat érzett a katonai pálya iránt, a 3. dragonyos testőrezredben kezdte meg katonai pályáját 1756-ban. II. Frigyes porosz királytól tanulta el a hétéves háborúban a stratégia alapjait és ebben a harcban formálódott ki katonai karaktere. Gyorsan lépdelt előre a katonai ranglétrán, 1773-ban alezredes lett, majd 1780-ban címzetes ezredes, 1781-ben az ír királyi gyalogezred ezredese. 1783-ban feloszlatták ezredét és fél illetménnyel tartalékos állományba helyezték. Ebben az időben bajosan került volna ismét aktív szolgálatba, mivel szimpatizált az amerikai függetlenségi törekvésekkel. Politikai pályáját Clackmannanshire és Kinross-shire parlamenti képviselőjeként kezdte meg, testvére pártfogásával Edinburgh-ben telepedett le és gyermekének oktatásával foglalkozott.

### A forradalmi háborúk idején
1793-ban, amikor Franciaország hadat üzent Angliának, rögtön igyekezett visszakerülni a katonai pályára. Ekkor az angol hadseregben nagy szükség volt az ügyes és bátor tisztekre, így gyorsan kinevezték Frigyes Ágost yorki herceg parancsnoksága alatt dandár parancsnoknak hollandiai szolgálatra. Le Cateau-Cambrésis-nél ő irányította az előrenyomulást, majd Nijmegennél megsebesült. Ennek ellenére 1794-1795 telén az angol hadsereg katasztrofális veresége idején a helyén maradt. Helytállásáért 1795-ben lovagi címmel tüntették ki.
Ugyanebben az évben nevezték ki Sir Charles Grey mellé, a brit erők a főparancsnokához, a Nyugat-Indiákon. 1796-ban, Grenadát támadták meg és egy különítményt hoztak létre a parancsnoksága alatt. Abercromby birtokba vette Demerara és Essequibo településeket Dél-Amerikában, valamint Saint Lucia, Saint Vincent és Trinidad szigetét.
1797. április 17-én Abercromby, 7000–13 000 főnyi erővel, amely német zsoldos katonákból és a királyi haditengerészet 60-64 hajós különítményéből állt, megszállták Puerto Rico szigetét. A sziget kormányzójának és Don Ramón de Castro tábornoknak erői visszaverték a támadást. Április 30-án, két hét ádáz küzdelem után, amiben vad tüzérségi párbaj és közelharc is váltakozott, nem tudta legyőzni San Juan első védelmi vonalát, Abercromby visszavonult.  Ez volt az egyik legnagyobb brit invázió a spanyol területek ellen az amerikai kontinensen.
Abercromby visszatért Európába, és szolgálatai elismeréseként kinevezték a Skót Szürkék ezredesének, megbízták Wight-sziget kormányzóságával, a Fort-George és Fort-Augustus-erőd irányításával, és altábornaggyá léptették elő. 1797-1798-ban az írországi brit erők főparancsnoka lett. Rövid ideig tartó skóciai szolgálat után ismét York hercege hívta maga mellé a hollandiai hadjáratra 1799-ben, amely ugyan katasztrofális vereséggel ért véget a britek számára, de Abercromby tehetségét senki nem vitatta, még az ellenfelek sem.

### A napóleoni háborúk idején
A Nyugat-Indiákon és Hollandiában szerzett tapasztalatai alapján Egyiptomba küldték, amikor Napoléon Bonaparte tábornok megtámadta az angoloknak ezt a fontos bázisát. A csata Alexandria mellett zajlott le 1801. március 21-én. Ebben az ütközetben szerzett egy sebesülést egy ágyúgolyószilánktól, amelyet műtéttel sem tudtak eltávolítani testéből. Hét nappal később a kikötőben, a HMS Foudroyant fedélzetén belehalt sérülésébe.
Emlékművet állítottak a parlament akaratának megfelelően a Szent Pál székesegyházban a tiszteletére, és az Abercromby tér viseli a  nevét Liverpoolban. Özvegye bárónői címet és 2000 font nyugdíjat kapott.

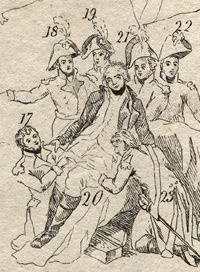
Abercromby tábornok halála

## Családja
Hét gyermeke született, ezek közül négy fiú, mind a parlament tagja lett és ketten katonai pályára is követték apjukat.
- Anne Abercromby (†1844. szept. 17)
- Mary Abercromby (†1825)
- Catherine Abercromby (†1842.  május 7.)
- George Abercromby, Abercromby második bárója (1770–1843)
- Sir John Abercromby tábornok (1772–1817)
- James Abercromby, Dunfermline első bárója (1776–1858)
- Alexander Abercromby altábornagy (1784–1853)

## Fordítás
- Ez a szócikk részben vagy egészben  a   Ralph Abercromby című angol Wikipédia-szócikk fordításán alapul.  Az eredeti cikk szerkesztőit annak laptörténete sorolja fel. Ez a jelzés csupán a megfogalmazás eredetét és a szerzői jogokat jelzi, nem szolgál a cikkben szereplő információk forrásmegjelöléseként.